# Goswin von Graes
Goswin von Graes (* im 14. Jahrhundert; † 3. März 1442) war Domherr in Münster und Osnabrück.

## Leben
Goswin von Graes wurde als Sohn des Ortwin von Graes und dessen Gemahlin Jutta geboren. Sein Bruder Hermann war in den Jahren 1419 bis 1420 Domherr in Münster. Am 13. Januar 1418 findet Goswin erstmals als Domherr zu Münster und Osnabrück urkundliche Erwähnung. Am 30. März 1425 war er als Prokurator des Elekten Heinrich von Moers im Vatikan vertreten. Goswin besaß die Obedienz Greving und das Archidiakonat zu Schüttorf. Er war Mitglied des Domkalands.